# Kepler-18 b
Kepler-18 b (GSC 03149-02089 b, KIC 8644288 b, 2MASS J19521906+4444467 b) — самая близкая из трёх экзопланет у звезды Kepler-18 в созвездии Лебедя. Экзопланета принадлежит к классу сверхземель и представляет собой нагретую до 1181 Кельвина каменистую планету, по массе превосходящая Землю примерно в 7 раз. Радиус Kepler-18 b равен двум земным радиусам. Она обращается на расстоянии 0,045 а. е. от звезды, совершая полный оборот за трое с половиной суток.
Существование данной экзопланеты было анонсировано 20 декабря 2011 года. Для подтверждения существования этой планеты исследователи использовали телескоп Хейла из Паломарской обсерватории.

## Родная звезда
Звезда Kepler-20, также известна как GSC 03149-02089, относится к звездам спектрального класса GV. Звезда находится в 1761 световых лет от Земли в созвездии Лебедя. Вокруг звезды обращаются, как минимум, три планеты
Kepler-18 — звезда 13,5 величины, по своим параметрам похожая на наше Солнце. Её масса и радиус практически идентичны солнечным; температура поверхности составляет около 5345 кельвинов. В химическом составе звезды обнаружено повышенное содержание тяжёлых элементов. Однако по возрасту Kepler-18 намного старше нашего Солнца — ей около 10 миллиардов лет. Звезда получила своё наименование в честь космического телескопа Кеплер, открывшего у неё планеты.

## Статьи
- William D. Cochran et all. Kepler 18-b, c, and d: A System Of Three Planets Confirmed by Transit Timing Variations, Lightcurve Validation, Spitzer Photometry and Radial Velocity Measurements (англ.). — 2011. — arXiv:1110.0820v1.
- William J. Borucki. Characteristics of planetary candidates observed by Kepler, II: Analysis of the first four months of data (англ.). — 2011. — arXiv:1102.0541v2.
- Stephen R. Kane, Dawn M. Gelino. Decoupling Phase Variations in Multi-Planet Systems (англ.) // The Astrophysical Journal. — IOP Publishing, 2012. — arXiv:1211.6747v1.

## Каталоги
- Kepler-18 b (англ.). exoplanets.org. Архивировано 10 июля 2013 года.
- Kepler-18 b (англ.). Open Exoplanet Catalogue. Архивировано из оригинала 10 июля 2013 года.
- Kepler-18 b (англ.). Ames Research Center. Архивировано 10 июля 2013 года.
- Kepler-18 b (англ.). NASA Exoplanet Archive. Архивировано 10 июля 2013 года.
- Kepler-18 b (англ.). SIMBAD. Архивировано 10 июля 2013 года.